# In Concert with the London Symphony Orchestra
In Concert with the London Symphony Orchestra – koncert brytyjskiego zespołu hardrockowego Deep Purple i Londyńskiej Orkiestry Symfonicznej, zarejestrowany 24 i 25 września 1999 roku w Royal Albert Hall w Londynie i wydany 8 lutego 2000 na DVD przez wytwórnię Spitfire.
Koncert ten był projektem rozpoczętym w roku 1999 przez klawiszowca Jona Lorda, który usiłował odświeżyć nowatorski album zespołu z roku 1969 jakim był Concerto for Group and Orchestra, którego oryginalna partytura zaginęła.
Z pomocą entuzjastów muzykologów i kompozytorów odświeżono starannie dwie utracone partytury i Lord postanowił wykonać to ponownie w Royal Albert Hall ale tym razem wolał to zrobić z Londyńską Orkiestrą Symfoniczną pod dyrekcją Paula Manna niż Malcolma Arnolda z Royal Philharmonic Orchestra. Na koncercie przedstawiono też solowe piosenki każdego członka zespołu oraz gości takich jak Ronnie James Dio, the Steve Morse Band i Sam Brown. Na początku roku 2001 podobne dwa koncerty zostały wykonane w Tokio i zostały wydane jako box.
Koncert ten zatytułowany Live at the Royal Albert Hall wydany został na CD.

## Lista utworów
1. „Pictured Within”
2. „Wait a While”
3. „Sitting in a Dream”
4. „Love Is All”
5. „Wring That Neck”
6. „Concerto for Group and Orchestra, Movement I”
7. „Concerto for Group and Orchestra, Movement II”
8. „Concerto for Group and Orchestra, Movement III”
9. „Ted the Mechanic”
10. „Watching the Sky”
11. „Sometimes I Feel Like Screaming”
12. „Pictures of Home”
13. „Smoke on the Water”

## Wykonawcy

### Deep Purple
- Ian Gillan – śpiew
- Steve Morse – gitara
- Jon Lord – instrumenty klawiszowe
- Roger Glover – gitara basowa
- Ian Paice – perkusja

### Goście
- Ronnie James Dio – śpiew
- Sam Brown – śpiew
- Pete Brown – trąbka, instrumenty perkusyjne, śpiew towarzyszący
- Margo Buchanan – śpiew towarzyszący
- Aitch McRobbie – śpiew towarzyszący
- Steve Morse Band
- Dave LaRue – gitara basowa
- Van Romaine – perkusja
- Simon Clarke – saksofon
- Roddy Lorimer – trąbka
- Eddie Hardin – instrumenty klawiszowe, śpiew towarzyszący
- Miller Anderson – śpiew, gitara
- Paul Spong – skrzydłówka
- Mario Argandona – instrumenty perkusyjne
- Annie Whitehead – puzon
- Graham Preskett – skrzypce
- London Symphony Orchestra